# آلفورد، لینکلن‌شر
latitudeآلفورد، لینکلن‌شرlongitudeآلفورد، لینکلن‌شر
آلفورد، لینکلن‌شر (به انگلیسی: Alford, Lincolnshire) یک شهرک در بریتانیا است که در East Lindsey واقع شده است.

## خصوصیات
آلفورد ۳٬۲۳۱ نفر جمعیت دارد.